# Elateridae
Gli elateridi (Elateridae Leach, 1815) sono una famiglia di coleotteri cosmopoliti caratterizzata dall'avere un insolito meccanismo a scatto: producono un violento "click" che scaraventa l'insetto in aria, un espediente usato soprattutto per evitare la predazione.
Ci sono circa 9.300 specie conosciute in tutto il mondo.

## Biologia

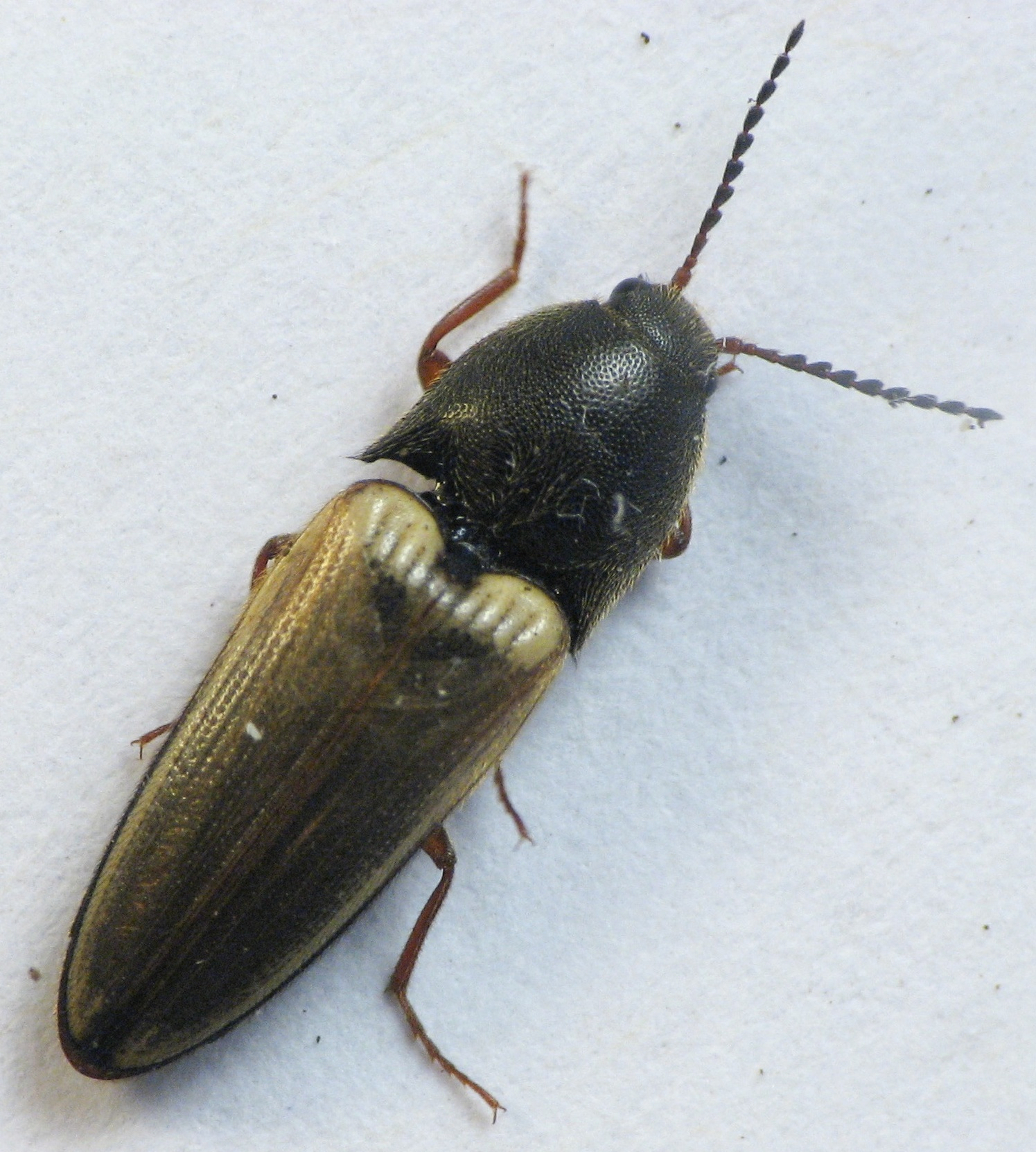
Ampedus nigricollis

Gli adulti sono tipicamente notturni e fitofagi, raramente di rilevanza economica. Le loro dimensioni possono variare da pochi millimetri fino a oltre i 9 cm. Le larve sono di solito saprofaghe, ma alcune specie sono dei parassiti di specie agricole, e altri sono predatori di larve di altri insetti. Alcune specie di elateridi sono bioluminescenti (sia in forma di larva che da adulti). Le larve sono sottili, allungate, cilindriche o leggermente appiattite, e più dure relativamente ad una larva di tenebrionide alle quali somigliano.

## Tassonomia

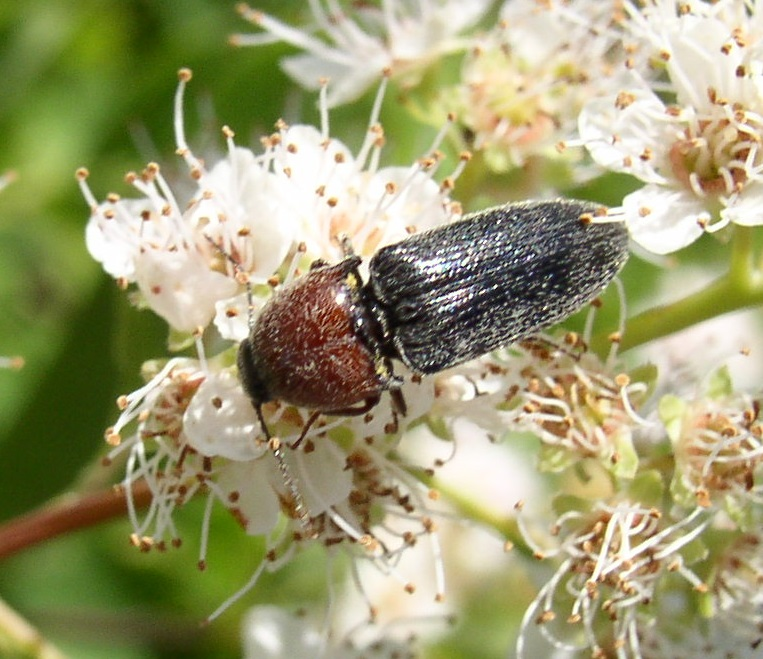
Melanotus leonardi

La famiglia degli Elateridae è suddivisa nelle seguenti sottofamiglie:
- sottofamiglia Agrypninae Candèze, 1857
  - tribù Agrypnini Candèze, 1857
    - genere Acrocryptus Candèze, 1874
    - genere Adelocera Latreille, 1829
    - genere Agraeus Candèze, 1857
    - genere Agrypnus Eschscholtz, 1829
    - genere Anathesis Candèze, 1865
    - genere Candanius Hayek, 1973
    - genere Christinea Gurjeva, 1987
    - genere Compsoderus Dolin, 1980
    - genere Danosoma Thomson, 1859
    - genere Dilobitarsus Latreille, 1834
    - genere Dysarestus Handlirsch, 1906
    - genere Eidolus Candèze, 1857
    - genere Elasmosomus Schwarz, 1902
    - genere Hemicleus Candèze, 1857
    - genere Lacon Laporte, 1838
    - genere Litholacon Dolin, 1980
    - genere Meristhus Candèze, 1857
    - genere Octocryptus Candèze, 1892
    - genere Optaleus Candèze, 1857
    - genere Plagioraphes Iablokov-Khnzorian, 1961
    - genere Rismethus Fleutiaux, 1947
    - genere Saudilacon Chassain, 1983
    - genere Scaphoderus Candèze, 1857
    - genere Stangellus Golbach, 1976
    - genere Trieres Candèze, 1900

  - tribù Cleidecostini Johnson, 2002
    - genere Agnostelater Costa, 1975
    - genere Alampoides Schwarz, 1906
    - genere Anaissus Candèze, 1857
    - genere Coctilelater Costa, 1975
    - genere Peralampes Johnson, 2002
    - genere Cleidecosta Johnson, 2002
    - genere Meroplinthus Candèze, 1891
    - genere Pyrischius Hyslop, 1921
    - genere Compsoplinthus Costa, 1975
    - genere Arcanelater Costa, 1975
    - genere Euplinthus Costa, 1975
    - genere Paraphileus Candèze, 1882

  - tribù Conoderini Fleutiaux, 1919
    - genere Aeoloderma Fleutiaux, 1929
    - genere Aeoloides Schwarz, 1906
    - genere Aeolosomus Dolin, 1982
    - genere Aeolus  Eschscholtz, 1829
    - genere Alestrus Méquignon, 1942
    - genere Antitypus Candèze, 1882
    - genere Apochresis Candèze, 1882
    - genere Babadrasterius Ôhira, 1994
    - genere Chrostus Candèze, 1878
    - genere Conoderus Eschscholtz, 1829
    - genere Deronocus Johnson, 1997
    - genere Dorygonus Candèze, 1859
    - genere Drasterius Eschscholtz, 1829
    - genere Glypheus Candèze, 1859
    - genere Glyphochilus Candèze, 1859
    - genere Grammephorus Solier, 1851
    - genere Hartenius Platia, 2008
    - genere Heteroderes Latreille, 1834
    - genere Macromalocera Hope, 1834
    - genere Melanthoides Candèze, 1865
    - genere Nanseia Kishii, 1985
    - genere Neodrasterius Kishii, 1996
    - genere Nipponodrasterius Kishii, 1966
    - genere Pachyderes Guérin-Méneville, 1834
    - genere Phedomenus Candèze, 1889
    - genere Pseudaeolus Candèze, 1891
    - genere Silene Broun, 1893
    - genere Telesus Candèze, 1880

  - tribù Cryptocardiini Dolin, 1980
    - genere Alaodima Dolin, 1980
    - genere Cryptocardius Dolin, 1980

  - tribù Hemirhipini Candèze, 1857
    - genere Abiphis Fleutiaux, 1926
    - genere Alaolacon Candèze, 1865
    - genere Alaomorphus Hauser, 1900
    - genere Alaus Eschscholtz, 1829
    - genere Aliteus Candèze, 1857
    - genere Aphileus Candèze, 1857
    - genere Austrocalais Neboiss, 1967
    - genere Calais Laporte, 1838
    - genere Catelanus Fleutiaux, 1942
    - genere Chalcolepidinus Pjatakowa, 1941
    - genere Chalcolepidius Eschscholtz, 1829
    - genere Chalcolepis Candèze, 1857
    - genere Conobajulus Van Zwaluwenburg, 1940
    - genere Coryleus Fleutiaux, 1942
    - genere Cryptalaus Ôhira, 1967
    - genere Euphemus Laporte, 1838
    - genere Fusimorphus Fleutiaux, 1942
    - genere Hemirhipus Berthold, 1827
    - genere Iphis Laporte, 1838
    - genere Lacais Fleutiaux, 1942
    - genere Luzonicus Fleutiaux, 1916
    - genere Neocalais Girard, 1971
    - genere Pherhimius Fleutiaux, 1942
    - genere Phibisa Fleutiaux, 1942
    - genere Propalaus Casari, 2008
    - genere Pseudocalais Girard, 1971
    - genere Saltamartinus Casari, 1996
    - genere Tetrigus Candèze, 1857
    - genere Thoramus Sharp, 1877

  - tribù Platycrepidiini Costa & Casari-Chen, 1993
    - genere Platycrepidius Candèze, 1859

  - tribù Pseudomelanactini Arnett, 1967
    - genere Anthracalaus Fairmaire, 1888
    - genere Lanelater Arnett, 1952

  - tribù Pyrophorini Candèze, 1863
    - genere Hapsodrilus Costa, 1975
    - genere Ptesimopsia Costa, 1975
    - genere Pyroptesis Costa, 1975
    - genere Sooporanga Costa, 1975
    - genere Cryptolampros Costa, 1975
    - genere Noxlumenes Costa, 1975
    - genere Nyctophyxis Costa, 1975
    - genere Deilelater Costa, 1975
    - genere Eopyrophorus Haupt, 1950
    - genere Fulgeochlizus Costa, 1975
    - genere Hifo Candèze, 1882
    - genere Hifoides Schwarz, 1906
    - genere Hypsiophthalmus Latreille, 1834
    - genere Ignelater Costa, 1975
    - genere Lygelater Costa, 1975
    - genere Opselater Costa, 1975
    - genere Phanophorus Solier, 1851
    - genere Photophorus Candèze, 1863
    - genere Pyrearinus Costa, 1975
    - genere Pyrophorus Billberg, 1820
    - genere Vesperelater Costa, 1975

  - tribù incertae sedis
    - genere Macropunctum Troster, 1991
- sottofamiglia Cardiophorinae Candèze, 1859
  - genere Agrypnella Champion, 1895
  - genere Allocardiophorus Ôhira, 1990
  - genere Aphricus LeConte, 1853
  - genere Aptopus Eschscholtz, 1829
  - genere Blaiseus Fleutiaux, 1931
  - genere Brounaeolus Hyslop, 1921
  - genere Buckelater Costa, 1973
  - genere Cardiodontulus Van Zwaluwenburg, 1963
  - genere Cardiohypnus Fleutiaux, 1928
  - genere Cardiophorellus Cobos, 1970
  - genere Cardiophorus Eschscholtz, 1829
  - genere Cardiotarsus Eschscholtz, 1838
  - genere Craspedostethus Schwarz, 1898
  - genere Crioraphes Iablokov-Khnzorian, 1961
  - genere Dicronychus Brullé, 1832
  - genere Esthesopus Eschscholtz, 1829
  - genere Globothorax Fleutiaux, 1891
  - genere Horistonotus Candèze, 1860
  - genere Mionelater Becker, 1963
  - genere Neocardiophorus Gurjeva, 1966
  - genere Odontocardus Fleutiaux, 1931
  - genere Paracardiophorus Schwarz, 1895
  - genere Phorocardius Fleutiaux, 1931
  - genere Platynychus Motschulsky, 1858
  - genere Protocardiophorus Dolin, 1976
  - genere Pseudocardiophorites Dolin, 1976
  - genere Ryukyucardiophorus Ôhira, 1973
  - genere Triplonychoides Schwarz, 1906
  - genere Triplonychus Candèze, 1860
- sottofamiglia Elaterinae Leach, 1815
  - tribù Ampedini Gistel, 1856
    - genere Agelasinus Candèze, 1863
    - genere Aglophus Sharp, 1877
    - genere Agonischius Candèze, 1863
    - genere Ampedus Dejean, 1833
    - genere Brachygonus Buysson, 1912
    - genere Caldeonius Candèze, 1895
    - genere Caledonelater Ôhira, 1971
    - genere Diaraphes Iablokov-Khnzorian, 1961
    - genere Dioxypterus Fairmaire, 1881
    - genere Duretia Golbach, 1984
    - genere Elastrus Candèze, 1859
    - genere Haterumelater Ôhira, 1968
    - genere Ischnodes Germar, 1844
    - genere Lomemus Sharp, 1877
    - genere Mecastrus Sharp, 1877
    - genere Melanoxus Fleutiaux, 1918
    - genere Merklelater Platia & Schimmel, 2007
    - genere Ochosternus Candèze, 1863
    - genere Orthoraphes Iablokov-Khnzorian, 1961
    - genere Oxystethus Fairmaire, 1883
    - genere Reitterelater Platia & Cate, 1990
    - genere Symphostethus Schwarz, 1903
    - genere Ypsilosthetus Candèze, 1859
    - genere ....

  - tribù Eudicronychini Girard, 1971
  - tribù Megapenthini Gurjeva, 1973
  - tribù Odontonychini Girard, 1972
  - tribù Pomachiliini Candèze, 1859
- sottofamiglia Lissominae Laporte, 1835
  - tribù Lissomini Laporte, 1835
  - tribù Protelaterini Schwarz, 1902
  - tribù Semiotini Yakobson, 1913
- sottofamiglia Physodactylinae Lacordaire, 1857
  - tribù Hemiopini Fleutiaux, 1941
  - tribù Physodactylini Lacordaire, 1857
- sottofamiglia Praelateriinae Dolin, 1973
- sottofamiglia Prosterninae Gistel, 1856
  - tribù Adzusini Kishii, 1989
  - tribù Athoini Candèze, 1859
  - tribù Crepidomenini Candèze, 1863
  - tribù Melanactini Candèze, 1857
  - tribù Negastriini Nakane & Kishii, 1956
  - tribù Oxynopterini Candèze, 1857
  - tribù Pityobini Hyslop, 1917
  - tribù Pleonomini Semenov-Tian-Shanskii & Pjatakova, 1936
  - tribù Prosternini Gistel, 1856
  - tribù Senodoniini Schenkling, 1927
- sottofamiglia Protagrypninae Dolin, 1973
  - tribù Desmatini Dolin, 1975
  - tribù Hypnomorphini Dolin, 1975
  - tribù Protagrypnini Dolin, 1973
- sottofamiglia Subprotelaterinae Fleutiaux, 1920
- sottofamiglia Tetralobinae Laporte, 1840
- sottofamiglia Thylacosterninae Fleutiaux, 1920

I principali generi sono:
- Actenicerus
- Adrastus
- Agriotes
- Anchastus
- Anostirus
- Aplotarsus
- Athous
- Berninelsonius
- Betarmon
- Brachylacon
- Calambus
- Chalcolepidus
- Cidnopus
- Crepidophorus
- Ctenicera
- Dacnitus
- Dalopius
- Denticollis
- Diacanthous
- Dima
- Eanus
- Ectamenogonus
- Ectinus
- Elater
- Elathous
- Eopenthes
- Fleutiauxellus
- Hemicrepidius
- Hypnoidus
- Hypoganus
- Hypolithus
- Idolus
- Idotarmonides
- Isidus
- Itodacne
- Jonthadocerus
- Limoniscus
- Limonius
- Liotrichus
- Megapenthes
- Melanotus
- Melanoxanthus
- Metanomus
- Mulsanteus
- Negastrius
- Neopristilophus
- Nothodes
- Oedostethus
- Orithales
- Paraphotistus
- Peripontius
- Pheletes
- Pittonotus
- Pityobius
- Plastocerus
- Podeonius
- Porthmidius
- Procraerus
- Prodrasterius
- Prosternon
- Pseudanostirus
- Quasimus
- Selatosomus
- Sericus
- Simodactylus
- Spheniscosomus
- Stenagostus
- Synaptus
- Zorochros

### Alcune specie

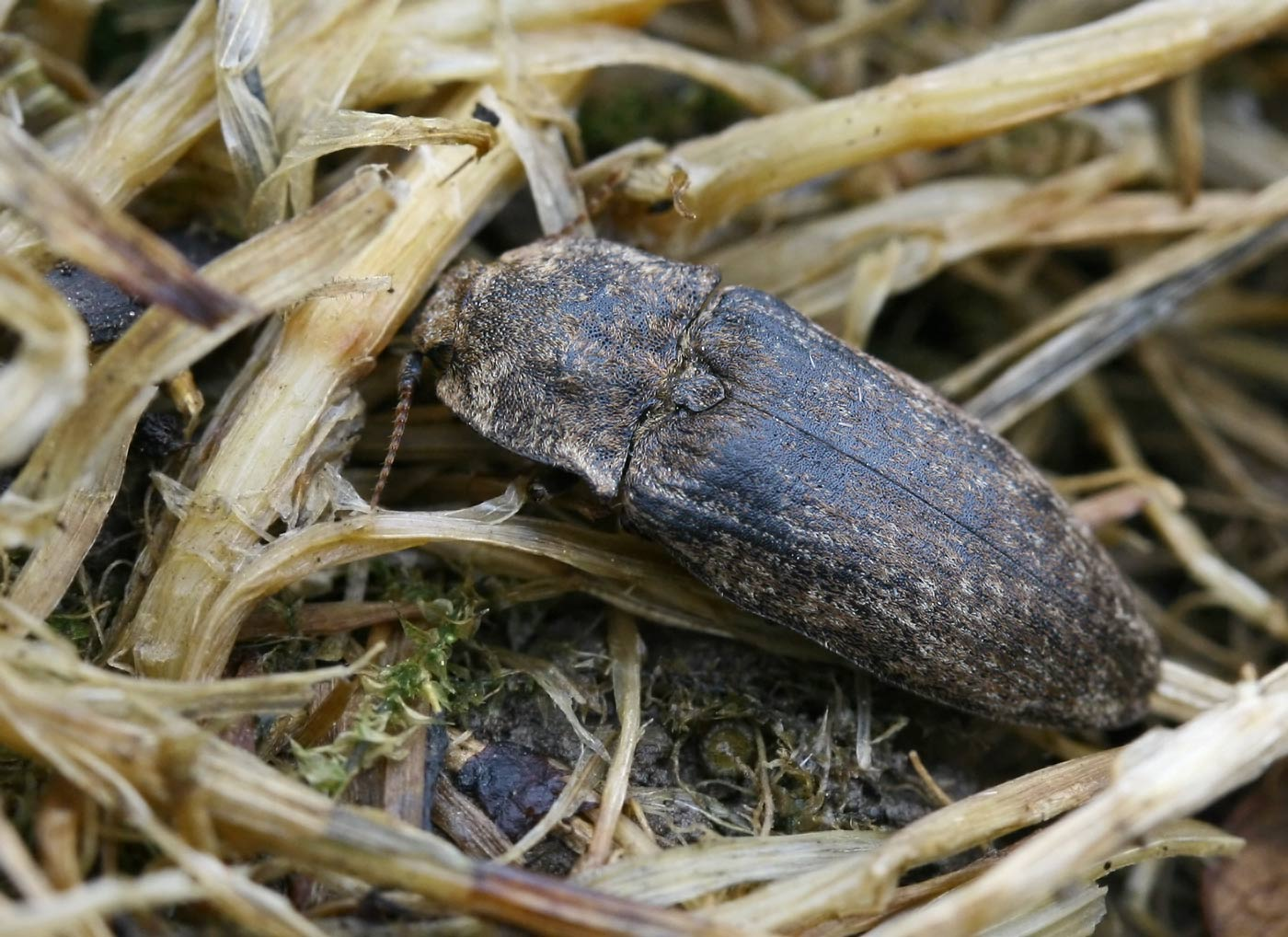
Agrypnus murina
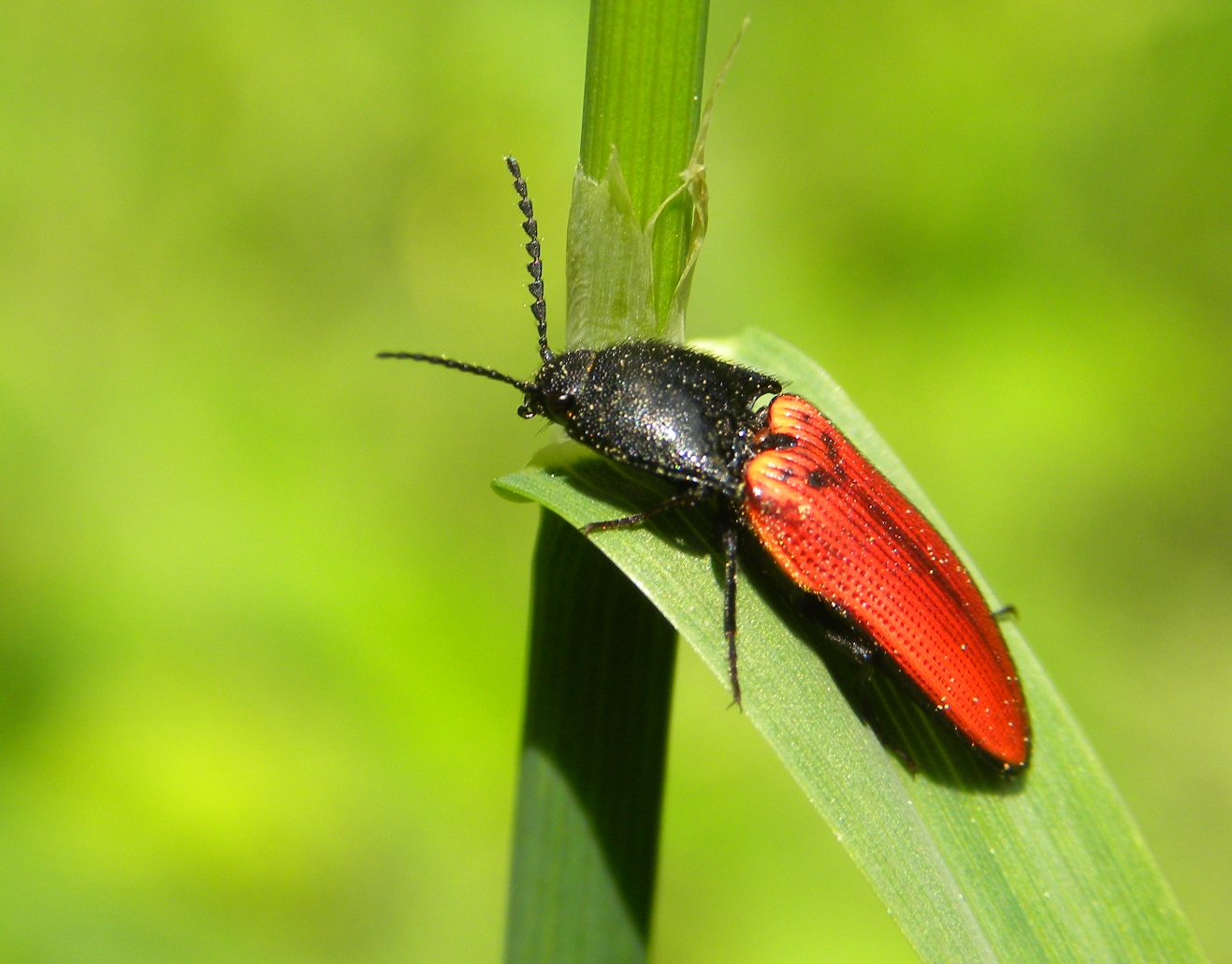
Ampedus sanguineus
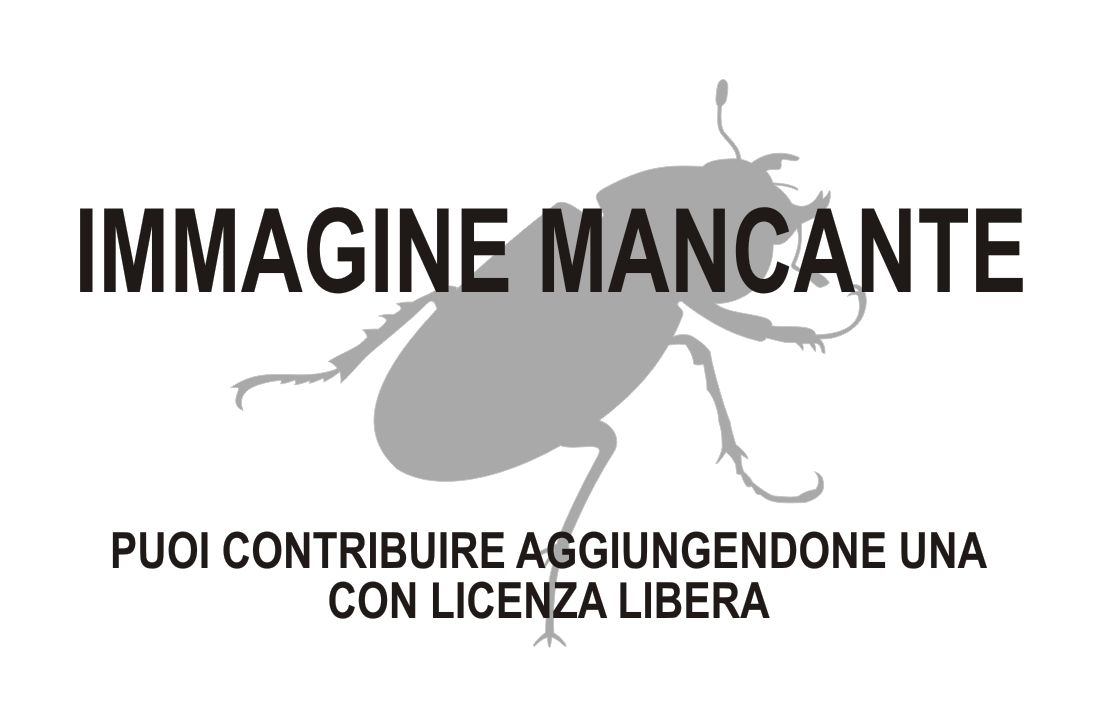
Calais camerounensis
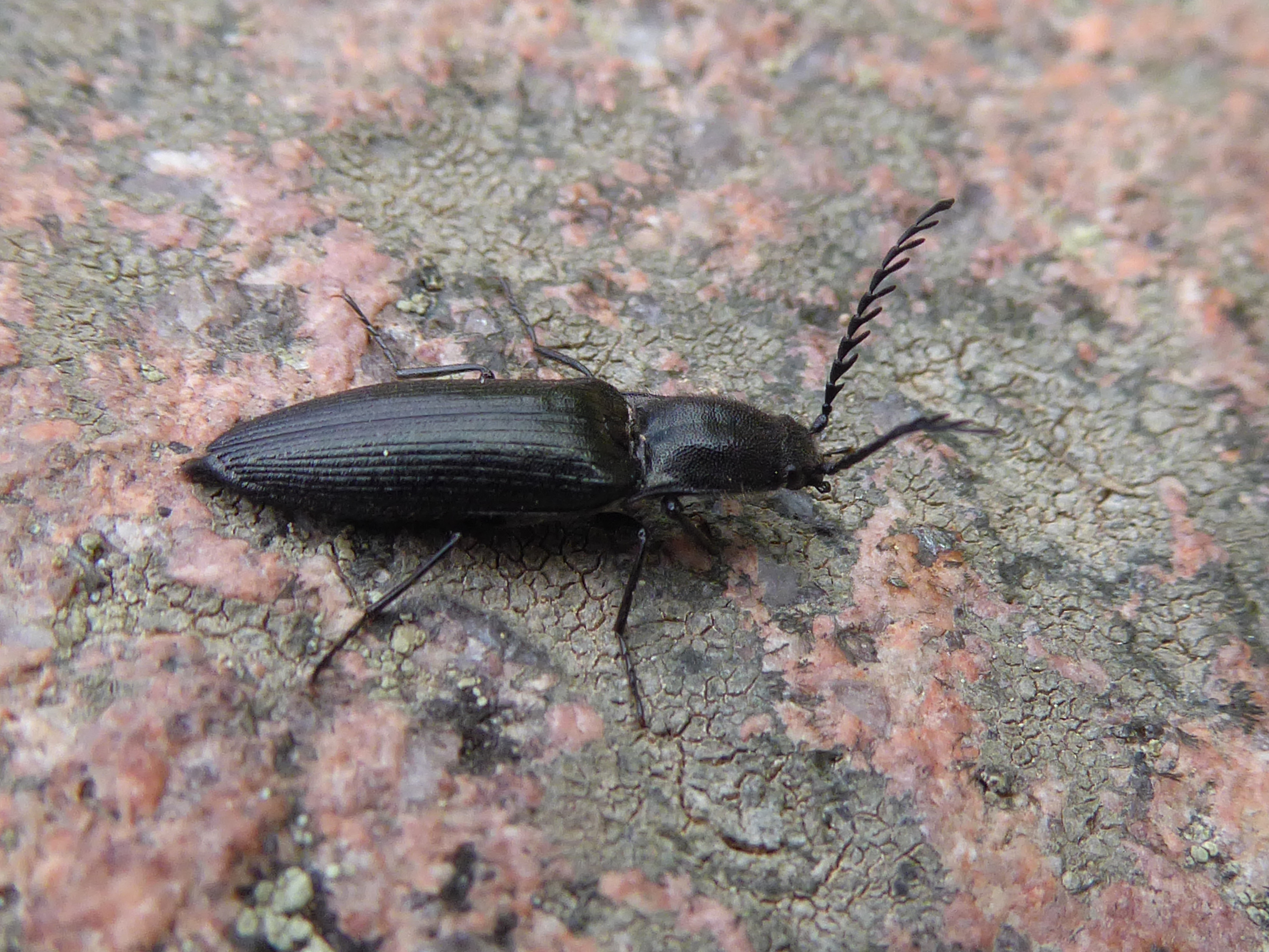
Ctenicera cuprea